# Pataecus fronto
Cá mũi tàu đỏ, tên khoa học Pataecus fronto, là một loài cá đặc hữu cho vùng nước ven biển phía tây và phía nam nước Úc, nơi nó xuất hiện ở độ sâu 40-80 mét (130–260 ft). Loài này phát triển đến chiều dài 27 cm (11 in) TL. Loài này là thành viên duy nhất được biết đến trong chi của nó.